# Misecznik
Misecznik dwuguzek (Lecanium bituberculatum Targ.) – pluskwiak równoskrzydły (Homoptera) z rodziny misecznikowatych (Lecaniidae). Występuje głównie na jabłoni, gruszy i głogu. Jest łatwy do odróżnienia od innych miseczników, ponieważ na grzbiecie tarczki znajdują się dwa większe i dwa mniejsze guzy; tarczki innych miseczników są gładkie. 
W ciągu roku występuje jedno pokolenie. Zimują jaja pomarańczowo-żółte, ukryte pod tarczką. Larwy wylęgają się na początku maja, wędrują na liście i tam żerują, a następnie przenoszą się na gałązki. We wrześniu samice składają jaja.
Gatunek ten nie powoduje większych szkód, przez co zwalczanie go nie jest konieczne.